# Mnajdra

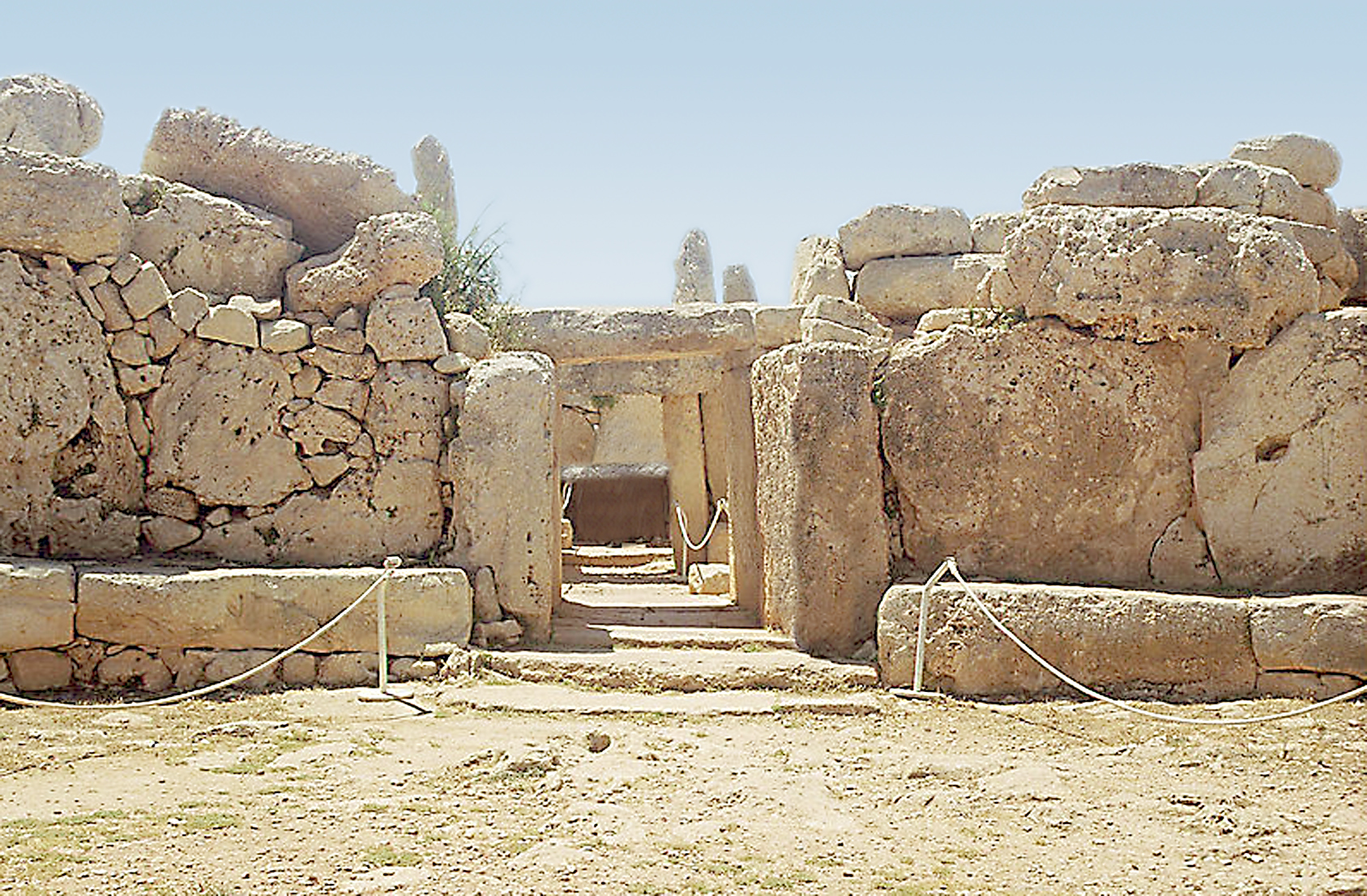
Świątynia Mnajdra

Mnajdra – kompleks trzech prehistorycznych świątyń megalitycznych na południowym wybrzeżu Malty, naprzeciw wysepki Filfla, kilkaset metrów od innego stanowiska archeologicznego Ħaġar Qim. W 1992 roku kompleks wpisano na listę światowego dziedzictwa UNESCO.
Budowle megalityczne zespołu Mnajdra wznoszono w okresie od III do połowy II tysiąclecia p.n.e. Do budowy użyto dwóch rodzajów materiału, znajdujących się w bezpośrednim sąsiedztwie, mianowicie wapienia koralowego i globigerynowego.
Świątynia została wpisana na listę National Inventory of the Cultural Property of the Maltese Islands pod numerem 00024.

## Architektura

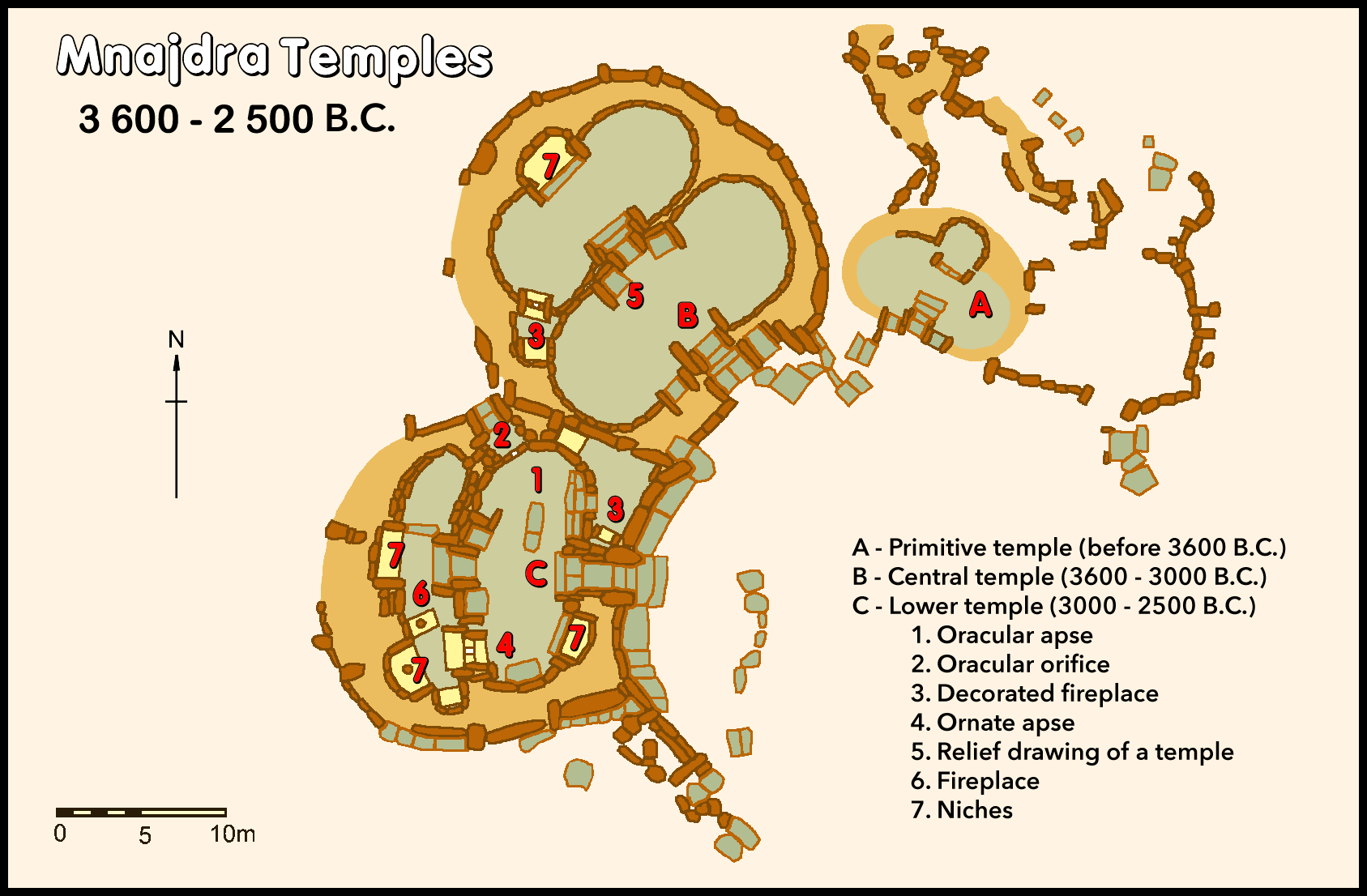
Mapa kompleksu świątyń

Kompleks składa się z trzech świątyń:
- najstarsza i najmniejsza położona na linii południowo-zachodniej
- centralnie położona świątynia jest z kolei najmłodsza
- najniżej położona z wejściem od strony południowej cechuje się wieloma cechami solarnymi. W czasie zimowego przesilenia promienie słońca oświetlają ołtarz z prawej strony od wejścia. Natomiast w czasie letniego przesilenia promienie słońca wpadające przez okno z tyłu świątyni padają na ołtarz usytuowana z lewej strony tylnego pomieszczenia.